# Kvinden der frygtede
Kvinden der frygtede er en amerikansk stumfilm fra 1919 af John A. Barry.

## Medvirkende
- Pauline Frederick som Helen Winthrop
- Milton Sills som Robert Craig
- Walter Hiers som Percy Farwell
- Emmett King som Harrison Winthrop
- Harry Northrup som Sidney Scarr